# Олаф Людвіґ
Олаф Людвіґ (нім. Olaf Ludwig, 13 квітня 1960) — німецький велогонщик.
Олімпійський чемпіон 1988 року в груповій шосейній гонці, срібний призер 1980 року в роздільній командній гонці, учасник 1996 року.
Бронзовий призер Чемпіонату світу з велоперегонів на шосе 1993 року в груповій шосейні гонці.